# 间岛共产党暴动
间岛共产党暴动，韩国又稱間島事變、間島共產黨事件，是1930年在間島发生的朝鮮人武装独立運動，受到中国共产党的支持。

## 背景
根据第三国际的一国一党原则，朝鮮共产党满洲总局解散，并入中国共产党满洲省委員会。根据李立三路线国际主义路线，共产党满洲省委員会决定对日本及其支持的奉系军阀（当时属于国民政府的东北军）进行武装抵抗。当時朝鮮人社会主義者受日本軍部和警察镇压，也很不满。

## 过程
1930年5月30日延吉龙井等間島主要都市铁路沿线一齐爆发，袭击日本領事館、日本驻扎在当地的机关和铁道设施、電灯会社等。7月31日又在敦化中心暴動。以後1年多又在間島各地暴动。日本軍部警察进入間島镇压，东北军也参与镇压。7,000人被检举，700余被起訴，周現甲、李東鮮等22人依《治安維持法》判处死刑。

## 評價
金日成在1931年的文章《批判極左冒險主義路線，貫徹革命組織路線》中，將「五三〇暴動」（即間島共產黨暴動）定性為「極左冒險主義行動」並批判。